# Florestas do Interior de Pernambuco
As Florestas do Interior de Pernambuco formam uma ecorregião definida pelo WWF na região Nordeste do Brasil, localizada no domínio da Mata Atlântica. Trata-se de região em transição com o bioma da Caatinga, o que confere características especiais no quesito biodiversidade.

## Caracterização
Essa ecorregião está situada entre a ecorregião das Florestas Costeiras de Pernambuco e a Caatinga. Possui precipitação entre 1.250 e 1750mm anuais, com uma estação mais seca entre outubro e março. O Planalto da Borborema encontra-se dentro desta ecorregião. A fitofisionomia encontrada é a floresta estacional semidecidual.

## Biodiversidade
Juntamente com as Florestas Costeiras de Pernambuco, as Florestas do Interior consistem no Centro de Endemismo de Pernambuco. A biodiversidade ainda não é muito bem conhecida, mas há evidências de que existem elementos de florestas costeiras úmidas e elementos de zonas de transição com a Caatinga. São nas Florestas do Interior que existem as maiores populações de pau-brasil.

## Conservação
Mais de 95 % da vegetação original foi alterada pela ação do homem: atualmente, existem cerca de 900km² da floresta estacional semidecidual (classificada anteriormente como floresta subcaducifólia) e 420 km² de áreas de transição com a caatinga. A maior parte dos fragmentos são muito diminutos e sujeitos ao efeito de borda, o que causa graves danos na conservação da biodiversidade. Além disso, existem apenas três unidades de conservação, sendo a Reserva Biológica de Pedra Talhada, em Quebrângulo, a mais importante unidade de conservação.